# Titulky

Ukázka anglických titulků

Titulky (též podtitulky) jsou text, který zastupuje zvukový obsah ve filmu, televizi, opeře či jiných audiovizuálních médiích. Poskytují přepis nebo překlad mluveného dialogu, pro diváky se sluchovými poruchami jsou určeny titulky, které obsahují také popis dalších zvukových prvků (hudby, zvukových efektů). Titulky se obvykle objevují ve spodní části obrazovky nebo plátna, na filmových festivalech se často zobrazují na odděleném displeji pod plátnem.
Sdělení verbálních informací v ději němých filmů umožňují mezititulky prostříhané mezi jednotlivé filmové obrazy.

## Titulky k cizojazyčným filmům
Titulky s překladem se u klasického filmového materiálu vyrábějí buď leptáním (chemický proces) nebo vypalováním laserem. Leptání je rychlejší a jeho cena závisí na délce filmu. Cena laseru závisí na počtu titulků ve filmu. Proto jsou různé filmy (i od jedné a téže distribuční společnosti) titulkované leptáním nebo laserem, v závislosti na délce, množství titulků ve filmu a počtu kopií, které se mají titulkovat. Titulky pro kina v České republice vyhotovují téměř výlučně společnosti Filmprint a Linguafilm.

### Překlad
Překlad titulků se od překladu psaného textu může lišit. Při vytváření titulků pro film nebo televizní pořad překladatel titulků obvykle analyzuje obraz a jednotlivé věty zvukové stopy. Překladatel rovněž může nebo nemusí mít přístup k přepisu dialogu. Zejména v oblasti komerčních titulků překladatelé často interpretují zamýšlený význam, místo aby dialog překládali tak, jak je veden. Význam je tedy důležitější než forma. Diváci to ne vždy ocení, protože to pro ty, kteří mluvenému jazyku částečně rozumí, může být rušivé. Mluvený projev může obsahovat slovní vatu nebo kulturně podmíněné významy, které v psaných titulcích nelze vyjádřit.
Překlad filmových titulků se výrazně liší od překladu pro dabing. V titulcích je nutno zachovat maximální stručnost a kondenzovat informace tak, aby byl divák psaným textem co nejméně zatížen, protože kromě přečtení textu titulků musí ještě zvládnout sledovat dění na zbytku obrazovky nebo plátna. Titulky by proto měly být "mluvné" a obsahovat jen nezbytně nutné informace. Měly by obsahovat takový počet znaků za sekundu, který divák stačí pohodlně přečíst. Dříve byla běžným standardem rychlost přibližně 12 znaků za sekundu (cps, characters per second), tato rychlost se však v posledních letech zvyšuje. Obvyklá rychlost se v různých zemích liší, pohybuje se však od 9–10 cps do 15–17 cps.

### Srovnání s dabingem
Kromě titulků slouží k překladu filmu také dabing, při kterém herci namlouvají přeložený dialog přes původní verzi. Dabing je ovšem náročnější a až desetinásobně dražší. Proto je většina filmů v kinech v Česku nabízena v původním znění s titulky přesto, že dabovaný film automaticky znamená vyšší návštěvnost než titulkovaný (bez ohledu na žánr nebo přístupnost filmu). Dabingem se v kinech opatřují především filmy určené pro děti nebo filmy, u nichž se očekává velmi vysoká návštěvnost (a tudíž je zaručeno, že nárůst tržeb díky dabingu bude vyšší než rozdíl nákladů na dabing a titulky). V televizi jsou naopak výrazně běžnější dabované filmy, protože dabing pro televizi a video je výrazně lacinější než dabing pro kina.
Upřednostňování dabingu nebo titulků v různých zemích vychází převážně z rozhodnutí učiněných na přelomu dvacátých a třicátých let 20. století. S příchodem zvukového filmu se dovozci filmu v Německu, Itálii, Francii a Španělsku rozhodli cizí hlasy dabovat, zatímco zbytek Evropy zvolil metodu zobrazování dialogů ve formě přeložených titulků. Volbu do značné míry ovlivnila finanční situace (vytvoření titulků je ekonomičtější a rychlejší způsob než dabing), avšak ve třicátých letech se v Německu, Itálii a Španělsku jednalo o rozhodnutí politické. Dabing byl účelnou formou cenzury. Díky tomu, že umožňuje vytvoření dialogu zcela odlišného od originálu, bylo pomocí něho možné zajistit, aby se k místním divákům nedostávaly cizí názory a myšlenky. Několik „speciálních kin“ ve větších německých městech používalo místo dabingu titulky.
V zemích, v nichž jsou tradičně upřednostňovány titulky, se dabing obecně pokládá za něco zvláštního a nepřirozeného a používá se jen u animovaných filmů a v televizních pořadech určených pro děti předškolního věku. Vzhledem k tomu, že jsou animované filmy „dabovány“ i v původním jazyce a hluk pozadí a zvukové efekty jsou obvykle nahrávány jako samostatná zvuková stopa, má dabování na divácký zážitek zanedbatelný, nebo dokonce žádný pozorovatelný vliv. V dabovaných televizních pořadech nebo filmech však diváky často ruší skutečnost, že zvuk neodpovídá pohybu rtů herců. Hlasy dabérů navíc mohou znít nezaujatě, nebo naopak příliš expresivně, nebo se k dané postavě nemusí hodit. Některé zvuky v pozadí nemusí být do dabované stopy vůbec převedeny, což snižuje kvalitu diváckého zážitku.

## Titulky u dialogů v jiném jazyce
Pokud se ve filmu objeví promluva v jiném jazyce než je jazyk originálu, obvykle se k překladu pro diváka použijí titulky. V některých případech se však dialog v cizím jazyce nepřekládá (a zůstává proto pro většinu cílového publika nesrozumitelný). Často se tak stává, když je film snímán převážně z pohledu určité postavy, která danému jazyku nerozumí. Chybějící titulky v divácích evokují podobný pocit neporozumění a odcizení, který zažívá postava ve filmu.

## Titulky v původním jazyce
Přestože se titulky ve stejném jazyce jako jazyk originálu vytvářejí zejména pro neslyšící a nedoslýchavé lidi, často je využívají i slyšící diváci. Častým důvodem je to, že jim díky titulkům neunikne žádná důležitá informace. Někdy pro diváka mohou být těžko srozumitelné silné přízvuky z jiných zemí, přestože se v nich mluví jeho mateřským jazykem. Ve filmu i v televizních pořadech se často setkáváme s titulky ve stejném jazyce, pokud má řečník vadu řeči. Titulky navíc mohou zprostředkovávat informace, které by se pouhým sluchem zjišťovaly jen stěží. Jako příklad mohou sloužit texty písní, tichý dialog nebo ne tolik důležitý dialog vedlejších postav. Uvádí se, že tyto dodatečné informace a detaily zlepšují celkový zážitek a umožňují divákovi lepší pochopení daného obsahu. Titulky ve stejném jazyce jako originál lze také použít, pokud chce divák lépe rozumět dialogům v cizojazyčném filmu, aniž by se musel uchýlit k přeloženým titulkům.

## Skryté titulky
V televizi se můžeme setkat ještě s jedním druhem titulků, a tím jsou skryté titulky určené pro diváky se sluchovým postižením. Jsou dostupné na teletextu na straně 888. Skryté titulky doslova kopírují zvukovou verzi dialogu a často obsahují i doplňkové informace o doprovodných zvucích jako např. "ženský smích" nebo "vrzání schodů".

## Titulky v divadle
Titulky se používají i v divadle. Zvláště u cizojazyčně zpívaných oper nebo při vystoupení souborů z jiných jazykových oblastí umožňují divákům porozumění ději.

## Titulky a digitální technika
Profesionální titulkáři obvykle používají speciální počítačový software a hardware. Video je uloženo v digitální podobě na pevném disku, díky čemuž jsou jednotlivé snímky filmu okamžitě dostupné. Kromě vytváření titulků titulkář obvyklé také sděluje počítačovému programu přesnou pozici, na které se jednotlivé titulky ve filmu mají objevit a zase zmizet. V případě filmů pro kina to obvykle není úkolem překladatelů, ale techniků.
Titulky lze vytvářet i pomocí volně dostupných programů na vytváření titulků, jako je Subtitle Workshop pro Windows, MovieCaptioner pro Mac/Windows nebo Subtitle Composer pro Linux. Pomocí programů jako VirtualDub v kombinaci s VSFilter, který lze v mnoha programech pro přehrávání videa využít i k zobrazování titulkových souborů, je poté možné je napevno vkládat do video souborů.
U filmů ve formátu DVD může být kromě původního znění také několik (obvykle 7[zdroj?]) alternativních zvukových stop (obvykle dabing do jiných jazyků) a k tomu mnoho (obvykle až 32[zdroj?]) verzí titulků v různých jazycích (a většinou také jedna verze v původním jazyce pro sluchově postižené či pro účely výuky tohoto jazyka). Titulky na DVD jsou uloženy ve formě bitmap, tedy vlastně jako obrázky, proto je složité titulky opravovat či pozměňovat.
Pro souborové formáty videa (DivX, XviD apod.) jsou titulky šířeny v odděleném souboru. Pro tento soubor se používají různé formáty. Nejpoužívanějšími formáty jsou MicroDVD a SubRip. Liší se způsobem definice času, kdy se má titulek zobrazit. U MicroDVD se vychází z čísla snímku, a proto je nutné při vytváření vycházet z počtu snímků za sekundu (FPS). SubRip přiděluje titulku čas začátku a čas konce zobrazení titulku.
Tyto titulkové soubory se vkládají do speciálních SW přehrávačů nebo pomocí kodeku, který se tyto titulky sám pokouší nalézt ve stejném adresáři, kde je umístěn film. Titulky k filmům je možné stáhnout např. z největšího českého serveru s touto tematikou titulky.com nebo OpenSubtitles.org.